# Nationalparken Foreste Casentinesi, Monte Falterona og Campigna
Nationalparken Foreste Casentinesi, Monte Falterona og Campigna eller Parco nazionale delle Foreste Casentinesi, Monte Falterona e Campigna blev oprettet i 1993 i den nordlige del af Appenninerne på et område, som krydser grænserne mellem tre italienske provinser: Forlì-Cesena, Arezzo og Firenze. Vandskellet mellem regionerne Emilia-Romagna og Toscana løber tværs gennem nationalparken.

## Geografi
Landskabet er kendetegnet ved lave bjerge, som består af sedimentbjergarter først og fremmest sandsten, som danner karakteristiske, lagdelte brud på Romagna-siden. På Toscana-siden består bjergene mest af hård kalksten, dækket af en karakteristisk, brun muld med kantede brudstykker af kalken i. Den sydøstlige del af parken er kendetegnet ved et landskab med udstrakte, bølgende skråninger, som afbrydes af nøgne erosionskløfter. Den højeste bjergtop i parken er Monte Falco (1.658 m), hvis nordvendte side danner et sammenhængende natureservat.
Det beskyttede område rummer et af de mest oprindelige skovområder i Europa. Den midterste del består af Foreste Demaniali Casentinesi, hvor man finder Riserva Naturale Integrale di Sasso Fratino, som var det første naturreservat i Italien (fra 1959).
Naturen er præget af menneskelig udnyttelse, og f.eks. består en betydelig del af skoven på Monte Falterone af gammel, uplejet stævningsskov med bøg som det dominerende træ. Øverst finder man gamle sæterområder, som nu mest bruges til vintersport. I det beskyttede område findes mere end 600 km vandreruter. En god adgang til parken kan man få ved at køre fra byen Stia op mod Passo della Calla. Herfra udgår flere afmærkede vandreruter ind i parkens centrale område.

## Inddeling
Parken er opdelt i tre zoner:
- "Zone 1, fuldstændig naturbeskyttelse": med et areal på ca. 924 ha, som omfatter naturreservaterne Sassofratino, Pietra og Monte Falco;
- "Zone 2, beskyttelse": med et areal på ca. 14.892 ha er for størstedelen sammensat af regional statsskov, naturreservaterne Camaldoli, Scodella, Campigna og Badia Prataglia, samt det fredede område Verna;
- "Zone 3, beskyttelse og anvendelse": med et areal på ca. 21.027 ha omfatter de private ejendomme, dele af statsskoven og alle de beboede områder i parken;

## Flora
Parkens flora rummer forskellige arter af 
- Bregner, 
  - Almindelig Fjerbregne
  - Almindelig Mangeløv

- Padderokker
  - Ager-Padderok
  - Kær-Padderok
  - Elfenbens-Padderok

- Træer
  - Ahorn
  - Almindelig Ask
  - Almindelig Bøg
  - Almindelig Humlebøg
  - Almindelig Valnød
  - Grå-El
  - Hvid-Pil
  - Manna-Ask
  - Rød-El
  - Storbladet Lind

- Lianer
  - Almindelig Skovranke
  - Almindelig Vedbend
  - Bittersød Natskygge

- Buske
  - Almindelig Blåbær
  - Almindelig Hindbær
  - Almindelig Hyld
  - Peberbusk
  - Stedsegrøn Rose

- Flerårige urter
  - Almindelig aftenstjerne
  - Almindelig Guldnælde
  - Bær-Perikon
  - Citron-Melisse
  - Hamp-Hjortetrøst
  - Hvid Hestehov
  - Klæbrig Salvie
  - Knoldet Brunrod
  - Knoldet Kulsukker
  - Park-Brandbæger
  - Pulmonaria vallarsae
  - Roset-Springklap
  - Rundbladet Stenbræk
  - Rust-Vandaks
  - Svømmende Vandaks
  - Vand-Mynte
  - Vand-Portulak
  - Vejbred-Skeblad

## Fauna
- Fiskeørn
- Grævling
- Italiensk ulv
- Kronhjort
- Musvåge
- Natugle
- Rød ræv
- Rådyr
- Skovmår
- Slørugle
- Vildsvin

## Interessante steder
- Acquacheta – vandfald, som er nævnt i Dantes Guddommelige komedie
- Arno – kilderne på Falterona-bjerget
- Badia Prataglia – Almindelig Bøg
- Camaldoli – kloster
- Campigna – Almindelig Ædelgran
- Castagno d'Andrea – Ægte Kastanje
- Chiusi della Verna – Franciskanske mindesteder
- Fiumicello – mølle
- Ridracoli – opstemmet sø
- Sasso Fratino – det første fuldstændige naturreservat i Italien (1959)
- Tiberen – kilderne på Fumaiolo-bjerget
- Tredozio- Tramazzo floddalen
- Foresta della Lama – dyreliv

## Eksterne links
- Parkens hjemmeside Arkiveret 14. maj 2011 hos  Wayback Machine
- nazionale delle Foreste Casentinesi, Monte Falterona e Campigna Fælles portal for de italienske naturparker (Webside ikke længere tilgængelig)

43°50′36″N 11°47′28″Ø / 43.84333°N 11.79111°Ø